# Odilon Barrot
Odilon Barrot (ur. 19 lipca 1791 w Villefort, zm. 6 sierpnia 1873 w Bougival) – premier Francji (1848–1849).

## Życiorys
W 1814 został adwokatem w sądzie kasacyjnym, później stał się znany jako obrońca liberałów, w związku z czym został wybrany przewodniczącym towarzystwa "Aide-toi, le ciel t’aidera" ("Niebiosa pomagają temu, kto pomaga sobie") – organizacji głoszącej opór (legalnymi sposobami) przeciw polityce reakcyjnego rządu restauracji Burbonów. Podczas rewolucji lipcowej 1830 poparł ogłoszenie Ludwika Filipa I królem Francji i był jednym z trzech komisarzy nowego rządu eskortujących byłego króla Karola X do Cherbourga. W latach 1830–1848 był deputowanym z Eure i aktywnym członkiem opozycji w Izbie Deputowanych, a 1846–1847 jednym z menedżerów kampanii "bankietowej" polegającej na próbie wpłynięcia na politykę rządu, by rozszerzył prawa wyborcze. Do reform jednak nie doszło, a w 1848 wybuchła rewolucja. Po ucieczce króla Barrot dołączył do stronnictwa umiarkowanych republikanów, w grudniu 1848 został desygnowany na szefa rządu przez Napoleona III i jednocześnie został ministrem sprawiedliwości. Ustąpił w październiku 1849, później krótko był więziony. W 1871 został wiceprzewodniczącym Rady Stanu.